# François Christophe Kellermann
François Christophe Kellermann (Estrasburgo, 28 de mayo de 1735 - París, 23 de septiembre de 1820) fue un militar francés, que alcanzó el grado de mariscal de Francia durante el reinado de Luis XVI, colaboró con la Revolución francesa, y al que se ennobleció como duque de Valmy como homenaje a su victoria en la batalla de Valmy. Posteriormente, también colaboró con la Restauración Francesa. Fue además el padre del general François Étienne Kellermann.

## Primeros años
Tras haber ingresado en el Ejército francés como voluntario, luchó en la guerra de los Siete Años, durante la cual logró el ascenso a capitán. Igualmente, formó parte de una expedición enviada a Polonia por Luis XVI en 1771, de la que regresó ascendido a teniente coronel. Fue nombrado general en 1784 y el 9 de marzo de 1788 mariscal de campo.

## Revolución francesa

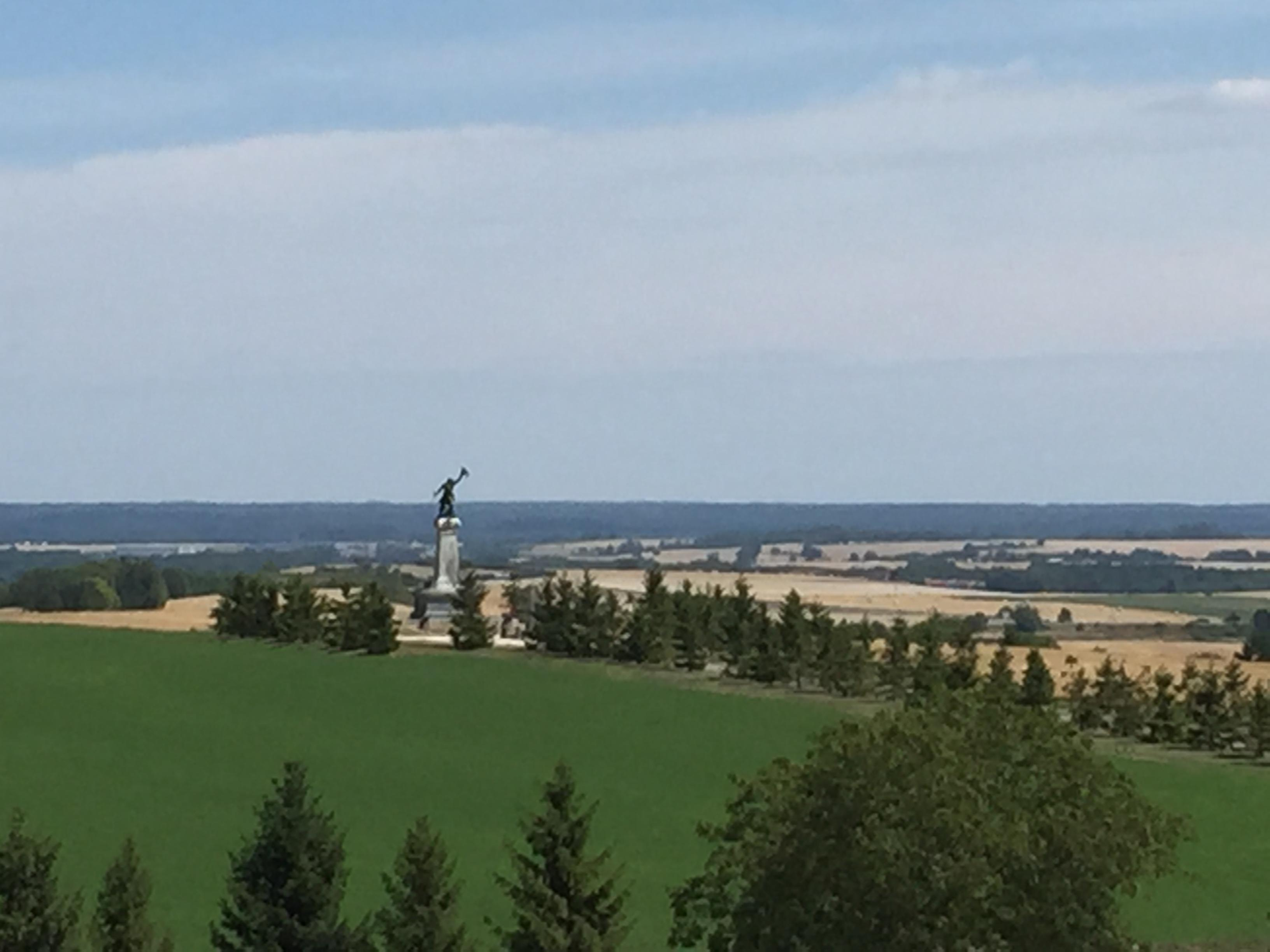
Panorama visto desde el Moulin de Valmy, con, al fondo, la estatua conmemorativa del salvador de la ciudad, Kellermann.

En 1789 Kellermann se incorporó con entusiasmo a la causa de la Revolución francesa, por lo que en 1791 fue nombrado comandante en jefe del Ejército del Mosela desplegado en Alsacia, en cooperación con el general Dumouriez, quien se hallaba al mando del Ejército del Norte. Fue en esta zona donde logró junto a Dumouriez la decisiva victoria que salvó a la joven República francesa de los ataques de sus enemigos, la batalla de Valmy, el 20 de septiembre de 1792.
Kellerman fue objeto de acusaciones por parte del general Adam Philippe de Custine, según las cuales habría negado ayuda a Custine en algunas operaciones del Ejército del Rin, pero fue absuelto de dichas acusaciones por la Convención. Kellerman fue destinado al Ejército de los Alpes y al Ejército de Italia, siendo reemplazado de este último mando por el joven general Napoleón Bonaparte.
Encargado de reprimir la Sublevación de Lyon contra la Convención, tuvo roces con los diputados y políticos enviados como representantes en misión (similares al comisario político), quienes pretendían aleccionarle respecto al oficio de las armas.
Durante El Terror, Kellerman estuvo arrestado durante 13 meses, escapando por muy poco a ser ajusticiado, hasta que, a la caída de Robespierre, quedó en libertad, recuperando en enero de 1795 el mando del Ejército de los Alpes y el del Ejército de Italia. Poco después volvió a ser sustituido en el mando del Ejército de Italia por Napoleón, quien inició la campaña de Italia, aunque Kellerman logró mantener alejados a los austríacos de la retaguardia del Ejército de Italia.

## Retiro y honores
A partir del año 1801 comenzó a asumir diversos cargos de tipo político, especialmente en el Senado francés, ejerciendo la presidencia del mismo, y a partir de 1804 dejó de actuar como mando directo de tropas en campaña, aunque sí mandó a algunas unidades que se encontraban en la reserva en territorio francés.
En 1808 se le recompensó concediéndosele el título de duque de Valmy, como recuerdo y homenaje a su destacada victoria en la batalla de Valmy. En la coronación de Napoleón Bonaparte, era François Christophe Kellerman quien portaba la corona de hierro de Carlomagno utilizada en la ceremonia, a la vez que era quien sostenía la cola del manto del hijo de Napoleón, el llamado rey de Roma, durante la celebración de su bautismo.

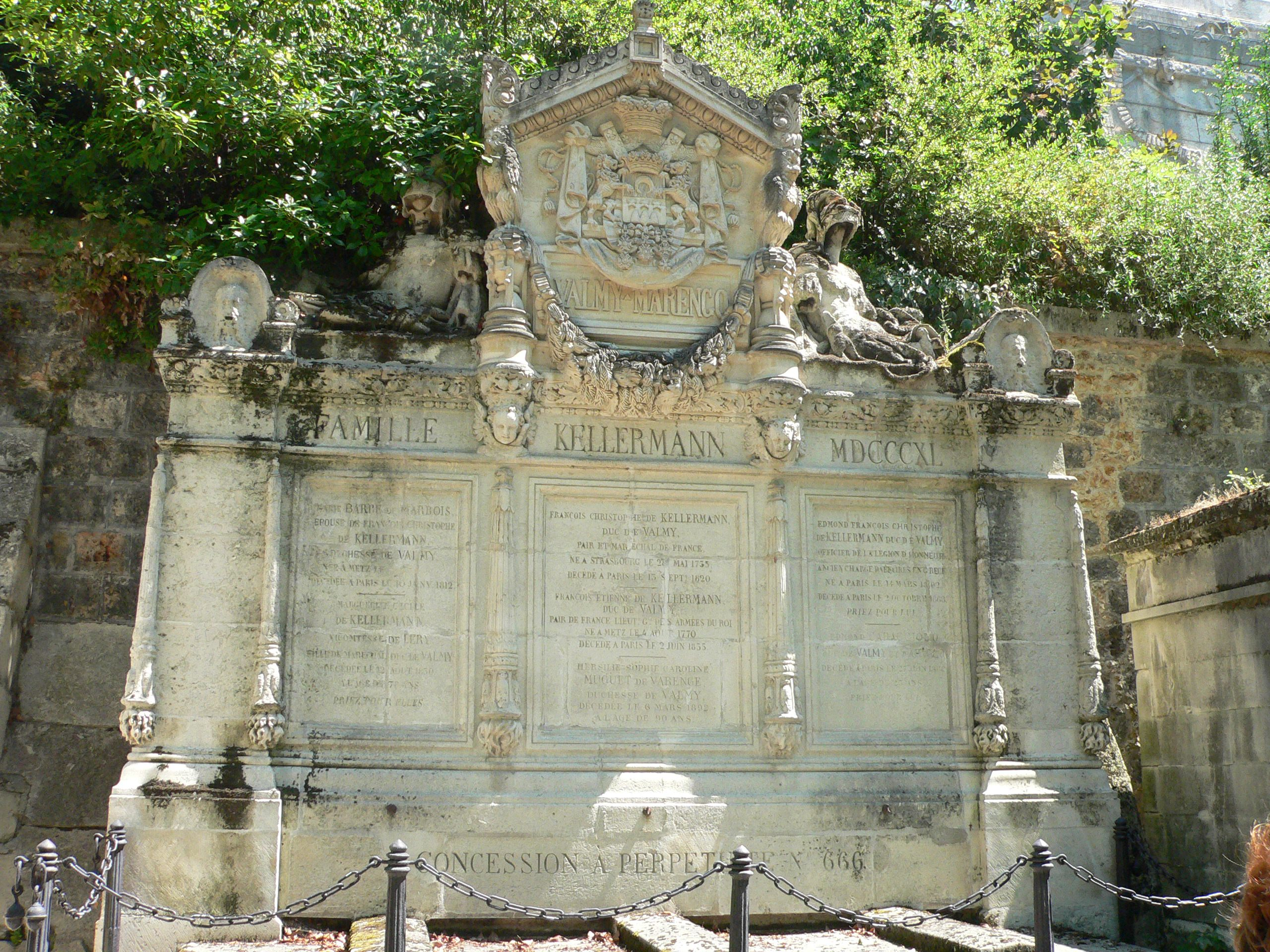
Tumba de Kellerman en el Père-Lachaise.

En 1814, apoyó la destitución de Napoleón como emperador de los franceses, siendo por ello como recompensa mantenido en el cuerpo de la nobleza durante la Restauración Francesa. Durante los Cien Días, no obstante, permaneció neutral en espera del desarrollo de los acontecimientos. Votó favorablemente a la pena de muerte aplicada al mariscal Michel Ney, quien había sido su antiguo compañero de armas en los días de las guerras napoleónicas.

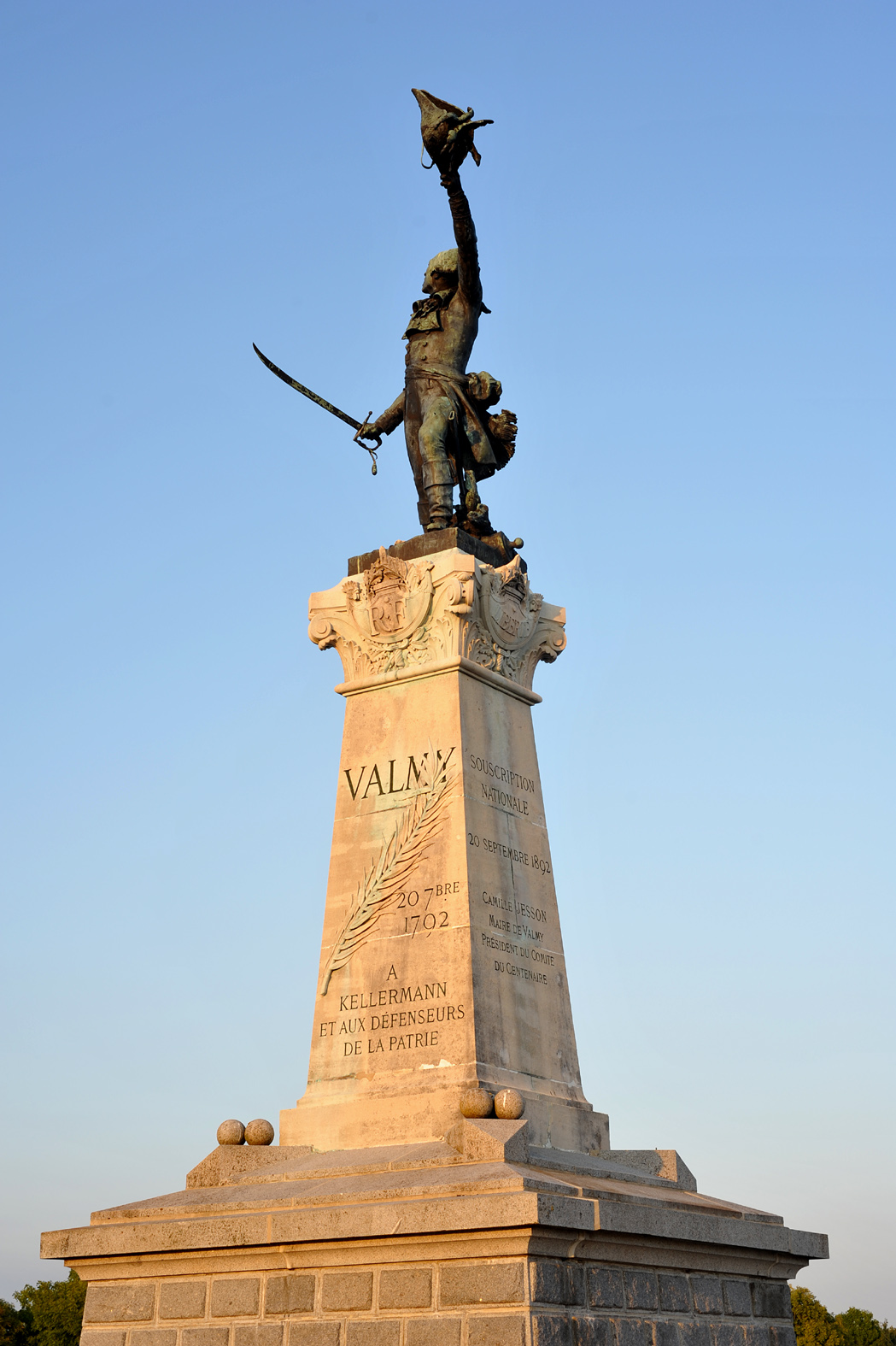
Obelisco de Kellermann en Valmy

A su muerte, su corazón fue sepultado, cumpliendo su voluntad, en el mismo centro del lugar donde se había librado la batalla de Valmy, mientras que sus cenizas reposan en el Cementerio del Père-Lachaise, de París. Por otra parte, su nombre aparece igualmente grabado en el Arco de Triunfo de París.
En Estrasburgo, su ciudad natal, se levanta una estatua en su honor en la plaza Broglie. Existe otra más en la localidad de Valmy, donde se produjo la batalla. En las cercanías de esta última se eleva un obelisco que alberga el corazón del general.
Desde 1985, el museo de la Revolución francesa expone la espada dorada del General Kellermann brandi durante la batalla de Valmy en 1792.